# Павленко Катерина Анатоліївна
Катери́на Анато́ліївна Павле́нко (нар. 10 серпня 1988, Ніжин на Чернігівщині) — українська співачка, музикантка, композиторка, авторка пісень, фольклористка, солістка гурту Go_A.
Фіналістка Національного відбору 2020 з піснею «Соловей». Представниця України на 65-му пісенному конкурсі «Євробачення» з піснею «Шум», де посіла у фіналі 5-те місце, а за підсумками глядацького голосування — 2-ге місце.

## Псевдонім
Катерина Павленко пише та публікує вірші та пісні під псевдонімом «Monokate».

## Життєпис
Народилася у 1988 році в Ніжині, на Чернігівщині. Матір Катерини — колишня військова. Виховували її дідусь і бабуся, яка співала традиційним народним співом.
Навчалася в Ніжинській музичній школі на вокально-хоровому відділенні. Співала в дитячому хорі «Сяйво». Займалася на інструментах — фортепіано та гітара. За словами Павленко, викладачі орієнтували її надалі займатися оперним співом.
2009 закінчила Ніжинське училище культури і мистецтв імені Марії Заньковецької за спеціальністю диригент народного хору (факультет — народний хор).
Під час навчання в училищі була учасницею кількох місцевих рок-гуртів: «Контури тіней», «My spirit».
У 2009–2013 навчалася в Київському національному університеті культури і мистецтв на факультеті «Музичне мистецтво» (спеціалізація «фольклор»).
У студентські роки керувала ансамблем «Витинанка», співала в ансамблі «Кралиця» (КНУКіМ).
Вивчала фольклор лівобережної Київщини (Баришівського району, околиць Березані та ін.). Цікавилася фольклором Чорнобильського Полісся.
З 2017 року Павленко — керівниця хору ветеранів у м. Березань (Київщина) при міському будинку культури. За її керівництва хор здобув звання народного. За словами Павленко, це одне з найсильніших відчуттів, коли 30 голосів співає під її керівництвом.
17 травня 2021 року відвідала прийом з нагоди дня народження королеви Великої Британії Єлизавети ІІ, де поспілкувалась із предстоятелем Православної Церкви України митрополитом Епіфанієм.
У червні 2021 року Катерина Павленко увійшла в топ-100 найвпливовіших жінок України за версією журналу «Фокус», зайнявши 10-те місце.
2023 року на екрани вийшов фільм «Довбуш», у якому Катерина Павленко виконала роль мольфарки.

### Участь у гурті Go_A
У 2012 році Павленко потрапила до гурту Go A, через пів року після його створення. Спершу виступала як бек-вокалістка, згодом стала солісткою.
У складі гурту Go_A видала 1 студійний альбом «Іди на звук» та кілька синглів.
22 лютого 2020 року разом з гуртом Go_A перемогла в Національному відборі на пісенний конкурс «Євробачення-2020» з піснею «Соловей». Через пандемію коронавірусу конкурс було скасовано, однак Go_А представила Україну наступного року на «Євробаченні-2021» з іншою піснею «Шум», оскільки всі країни мали представити нові пісні. У фіналі конкурсу гурт за сумою балів від національних журі та глядацької аудиторії посів 5-те місце (за підсумками глядацького голосування — 2-ге місце, а в півфіналі колектив здобув 1-ше місце).
Після Євробачення пісня «Шум» очолила рейтинг найпопулярніших треків на сервісі Spotify. Переможці конкурсу, італійський гурт Måneskin, у цьому рейтингу посідали 4 місце.
23 грудня 2024 року було оголошено, що Катерина Павленко з 52 359 голосів була обрана на посаду в склад жюрі відбіркового конкурсу Нацвідбору на Євробачення 2025. 

## Дискографія

### У складі Go_A

#### Альбом
| Назва       | Деталі                                                                                   |
| ----------- | ---------------------------------------------------------------------------------------- |
| Іди на звук | - Дата: 1 листопада 2016 - Поширення: Moon Records - Формат: Digital download, streaming |

#### Сингли
| Рік                                        | Назва                           | Найвища позиція в чарті | Альбом            |
| Рік                                        | Назва                           | UKR TOP 40              | Альбом            |
| ------------------------------------------ | ------------------------------- | ----------------------- | ----------------- |
| 2015                                       | «Іди на звук»                   | —                       | Іди на звук       |
| 2017                                       | «Щедрий вечір» (із Катя Chilly) | —                       | Сингл без альбому |
| 2019                                       | «Рано-раненько»                 | —                       | Сингл без альбому |
| 2020                                       | «Соловей»                       | 13                      | Сингл без альбому |
| 2020                                       | «Добрим людям на здоров'я»      | —                       | Сингл без альбому |
| 2021                                       | «Шум»                           | 10                      | Очікується        |
| 2022                                       | «Kalyna»                        |                         |                   |
| 2023                                       | «Rusalochki»                    |                         |                   |
| 2023                                       | «Vorozhyla»                     |                         |                   |
| 2023                                       | «Dumala»                        |                         |                   |
| «—» означає, що сингл не увійшов до чарту. |                                 |                         |                   |

### Як Monokate
| Рік  | Назва       | Найвища позиція в чарті | Альбом |
| Рік  | Назва       | UKR TOP 40              | Альбом |
| ---- | ----------- | ----------------------- | ------ |
| 2019 | «Svit Song» |                         |        |
| 2023 | «Vorozhyla» |                         |        |